# 上杉春雄
上杉 春雄（うえすぎ はるお、1967年〈昭和42年〉 - ）は、医師、ピアニスト。

## 来歴
北海道河西郡芽室町生まれ。北海道札幌南高等学校、北海道大学医学部卒業。東京大学大学院医学系研究科にて博士号を取得。スウェーデンに留学。専門は神経内科、特に臨床神経生理。神経内科医としての活動の傍ら、ピアニストとして日本全国で演奏会を開く他、複数のCDを発表している。医師としては札幌市内で病院長、札幌医科大学臨床教授などを経て、現在札幌市内の病院に勤務。

## ピアニストとして
5歳よりピアノを学び、12歳の時にデビューを果たした。1981年（昭和56年）PTNAヤングピアニストコンペティション全国大会グランプリ、毎日学生音楽コンクール東日本大会第2位。1982年にはアメリカで演奏旅行を行う。北海道大学医学部在学当時の1986年にマリア・カナルス・バルセロナ国際音楽演奏コンクールで入賞、1988年にサントリーホール大ホール、大阪シンフォニーホールでデビューリサイタルを開いた。また1990年（平成2年）、諏訪内晶子とのジョイントコンサートを各地で開いた。
1991年に北海道大学を卒業、東京都内で勤務を開始、その後1996年に東京大学大学院医学系研究科に進学、2000年に博士（医学）の学位を取得した。またこの年スウェーデンのウプサラ大学に留学した。
その後は演奏活動を休止していたが、2003年に演奏活動を再開した。医師として医療の現場で働きながらピアニストとして活動を続ける姿勢は、新聞・雑誌・テレビ等で数多く紹介されている他、NHKの『名曲リサイタル』にも登場している。
レパートリーは、バロック音楽からバッハ、モーツァルト、ベートーヴェン、シューベルト、シューマン、ショパン、ムソルグスキー、ドビュッシー、ラヴェル、メシアンなどと広範に及び、日本の現代作曲家の作品もしばしば演奏している。特にバッハは、2007年より《平均律クラヴィーア曲集》全曲を演奏する企画に取り組み、2013年に完結させている。また、ムラヴィンスキーが若き日に作曲したピアノ作品を演奏、紹介した事もある。室内楽にも積極的で、オーストリアのチェロ奏者アダルベルト・スコチッチ (Adalbert Skocic) との共演も行なっている。歌唱伴奏については、師でもあるマーティンカッツの著書を翻訳、邦題「ピアノ共演法」（音楽の友社木むつみ氏と共訳）として出版されている。
こうしたコンサート活動の一方で、病院でのコンサートを、札幌を中心に行なっている。
作曲家の池辺晋一郎との交流も深く、これまで道内でジョイントコンサートを度々開催している。
近年バッハ音楽の究を中心に行い、CDアルバム「平均律クラヴィーア曲集1巻（2012年発売）」「ゴールドベルク変奏曲（2018発売）は、レコード芸術誌「特選盤」に選ばれている
特に後者は2018年度「レコード芸術」レコードアカデミー賞器楽部門にノミネートされた。

## CD
- ストラヴィンスキー : 「ペトルーシュカ」からの3楽章／ムソルグスキー : 組曲「展覧会の絵」
- ショパンリサイタル
- ピアノリサイタル
- AQUA〜水・生と死の間を流れるもの
- トロイメライ
- バッハ ： 平均律クラヴィーア曲集 第1巻
- バッハ ： ゴールドベルク変奏曲

## 書籍

### 訳書
- マーティン・カッツ 『ピアノ共演法～パートナーとしてのピアニスト』 茂木むつみ共訳、音楽の友社、2012年。ISBN 978-4276143784。